# Dagestan
Koordinaten: 43° 5′ N, 46° 50′ O
Die Republik Dagestan (russisch Республика Дагестан Respublika Dagestan) ist seit 1991 eine russische Republik im Nordkaukasus im südlichen Teil Russlands. Es ist die flächengrößte und bevölkerungsreichste der russischen Kaukasusrepubliken. Vorgänger des multinationalen Föderationssubjekts war die Dagestanische ASSR im Rahmen der Russischen SFSR. Der Name bedeutet „Bergland“ in den Turksprachen.

## Geographie
Dagestan setzt sich aus einem flachen Nordteil, der Nogaiersteppe, dem Kaukasusvorland sowie einem gebirgigen Südteil zusammen. Der höchste Berg ist mit 4466 Meter der Bazardüzü (Basardjusi) an der Grenze zu Aserbaidschan, an das die Republik im Süden grenzt. Im Südwesten grenzt Dagestan an Georgien, im Westen an Tschetschenien und im Norden an Kalmückien und die Region Stawropol. Im Osten besitzt es eine lange Küste am Kaspischen Meer. Die wichtigsten Flüsse sind der Terek, der Sulak und der Samur, der Grenzfluss zu Aserbaidschan. In Dagestan liegt der südlichste Punkt der Russischen Föderation. Die Region ist wichtig für den Transitverkehr von Russland nach Aserbaidschan und in den Iran.

## Klima
Das Klima ist in den niedrigen Teilen sehr mild und im Sommer meist sehr trocken.
Im Norden Dagestans herrschen steppenartige Verhältnisse. 

## Bevölkerung
Die russische Volkszählung registrierte im Jahr 2010 2.910.249 Einwohner. Dagestan gehört zu den russischen Regionen mit dem stärksten Bevölkerungszuwachs; 1989 lebten noch rund 1,8 Millionen Menschen in Dagestan. 2002 lebten ca. 56 Prozent der Bevölkerung unter der Armutsgrenze; somit gehört Dagestan zu den ärmsten Republiken der Russischen Föderation. Auch das BIP pro Kopf ist eines der niedrigsten in der Föderation: pro Kopf kommt man auf 16.470 Rubel (ungefähr 593,51 US-$ oder 435,60 € bei dem damaligen Wechselkurs).

### Sprachen

Karte der Hauptverbreitungsgebiete der Sprachen der Nachisch-Dagestanischen oder Nordostkaukasischen Sprachfamilie. 23 der 29 Sprachen (nach verbreiteter Unterteilung) werden fast ausschließlich oder teilweise in Dagestan gesprochen.

Dagestan ist ein überaus vielsprachiges Land – wenn man die innereurasische Grenze am Kaukasus festlegt, sogar die vielsprachigste Region Europas. Linguisten zählen fast 30 einheimische (autochthone) Sprachen und nahezu 80 Dialekte, die innerhalb einiger (jedoch nicht aller) Sprachen, z. B. innerhalb der darginischen Sprachgemeinschaft, so unterschiedlich sind, dass einige Linguisten solche Dialekte als gesonderte Sprachen betrachten. Ein Teil dieser Sprachen wird nur in wenigen Dörfern, in seltenen Fällen nur innerhalb eines Dorfes gesprochen. Die meisten einheimischen Sprachen gehören zur nordostkaukasischen Sprachfamilie, die sich im zerklüfteten Bergland stark ausdifferenziert hat. Die drei häufigsten nordostkaukasischen Sprachen sind Awarisch, Darginisch und Lesgisch.
Dazu kommen drei größere Turksprachen (Kumykisch, Aserbaidschanisch und Nogaisch) sowie das dem Persischen nahestehende Tatisch und, in einigen Terekkosaken-Dörfern in der nördlichen Steppe bereits seit dem 16. Jahrhundert verbreitet, das Russische.
Trotz der sprachlichen Eigenständigkeit vieler Landstriche und Dorfgemeinschaften lebten diese nie völlig isoliert. Der Fernhandel über Derbent zwischen Persien/Aserbaidschan und der Krim bzw. Osteuropa, politische Bündnisse und besonders die bis ins 20. Jahrhundert übliche halbnomadische Fernweidewirtschaft, bei der die meisten Dorfbewohner ihre Viehherden aus dem Bergland auf gepachtete Winterweiden im Vorland oder aus dem Vorland auf Sommeralmen im Kaukasus begleiteten, führten zu regelmäßigen Kontakten zwischen verschiedensprachigen Gemeinschaften.
Als mündliche Verkehrssprachen dienten dabei früher Kumykisch, um Derbent auch Aserbaidschanisch. Für die schriftliche Kommunikation (Briefe) und auch nichtreligiöse Literatur (z. B. Lyrik, Geschichtswerke) wurde, stärker als in anderen nicht–arabischsprachigen islamischen Regionen, die Fremdsprache Arabisch verwendet. Seit dem 19. Jahrhundert übernahm Russisch die Rolle der mündlichen und schriftlichen Verkehrssprache.

„Bücher werden in elf Sprachen gedruckt. Lieder werden in 40 Sprachen gesungen. Geflucht aber wird bei uns in mehr als 100 Sprachen.“

Wurden mehrere der oben genannten Sprachen traditionell in arabischer Schrift geschrieben, so wurde unter sowjetischer Herrschaft in den 1920er Jahren zunächst eine lateinische Orthografie festgelegt, ehe diese bereits ein Jahrzehnt später wiederum durch die Schreibung in kyrillischen Buchstaben ersetzt wurde.
Trotz des Rückgangs der russischen Bevölkerung in Dagestan hat die russische Sprache nicht an Bedeutung verloren. Sie dient als Verkehrssprache zwischen den Ethnien und ist besonders in größeren Städten auch zunehmend die bevorzugte Alltagssprache der jüngeren Generation, unabhängig von deren ethnischer Herkunft. Dies hängt unter anderem damit zusammen, dass Russisch in gemischtethnischen Gebieten, vor allem an den höheren Schulen und Hochschulen die führende Unterrichtssprache ist.

### Nationalpolitik
Bis ins 20. Jahrhundert war die Identität der Dagestaner nicht mit der eigenen Sprache verknüpft. Sie identifizierten sich mit der Dorfgemeinschaft, die viele organisatorische und juristische Angelegenheiten gemeinsam regelte und mit den Gemeindebünden mehrerer Dörfer und den Fürstentümern, deren Grenzen nicht den Sprachgrenzen entsprachen, sondern nur Teile der Sprachgebiete umfassten oder verschiedensprachige Dörfer und Gebiete vereinten. Erst die sowjetische Politik der Korenisazija, nach der möglichst jeder in seiner Muttersprache alphabetisiert werden sollte und regionale Traditionen und Historien bewusst zur Nationalgeschichte und Nationalkultur umgedeutet wurden, verankerte Identifikationen mit der eigenen sprachlich-kulturellen Ethnie (offiziell „Nationalität“ genannt) in der Bevölkerung. Im vielsprachigen Dagestan stieß diese Politik an Grenzen, nur die zahlreicher verwendeten Sprachen wurden zu offiziell anerkannten Schrift- und Schulsprachen erhoben. Die Sprecher der andischen und didoischen Sprachen und des Artschinischen wurden zur Nationalität der Awaren gezählt und auf Awarisch unterrichtet, von den südlichen lesgischen Sprachen oder Samursprachen wurden nur Lesgisch und Tabassaranisch als offizielle Schriftsprachen anerkannt, erst 1992 auch Rutulisch, Aghulisch und Zachurisch.
In der letzten sowjetischen Volkszählung 1989 stellte die Sowjetunion auf der oben geschilderten Kategorisierung der Bevölkerung 14 in Dagestan vorhandene „Nationalitäten“ fest, ferner 32 „ethnische Gruppen“ sowie schließlich „Andere“, die zahlenmäßig zu klein oder durchmischt waren.
Die so verbreitete Betonung nationaler Identitäten führten in den 1990er Jahren zur Bildung zahlreicher nationalistischer Volksfronten mit bewaffneten Formationen, deren Anführer durch das Schüren der Konflikte oft eigene Machtambitionen verwirklichen wollten. Diese gefährliche Lage konnte gegen Ende des Jahrzehntes durch eine Konkordanz- und Kompromisspolitik weitgehend entschärft werden, die einige Streitfragen löste. Während bei einer Umfrage 1994 in der Hauptstadt Machatschkala noch 52 % ihre Bereitschaft bekundeten, für die eigene Volksgruppe in den bewaffneten Konflikt zu ziehen, glaubten bei einer Umfrage 2013 nur noch 2,8 % der Befragten, dass interethnische Spannungen die Stabilität Dagestans gefährden könnten.

### Volksgruppen

Karte der Völker und Sprachen im Kaukasus. Zum Vergrößern auf die Karte klicken.

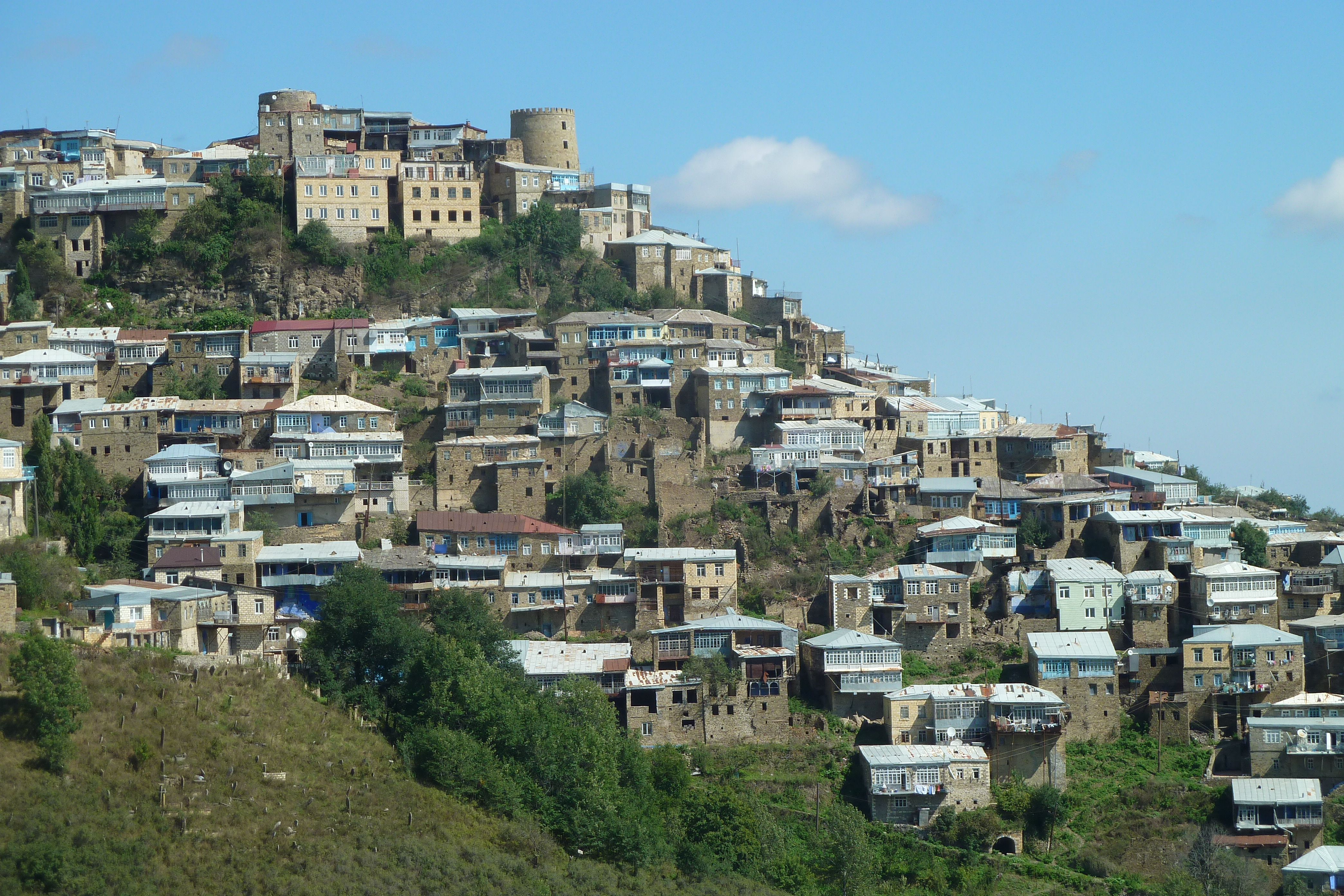
Kubatschi – dagestanisches Bergdorf (Aul) im typischen Stil

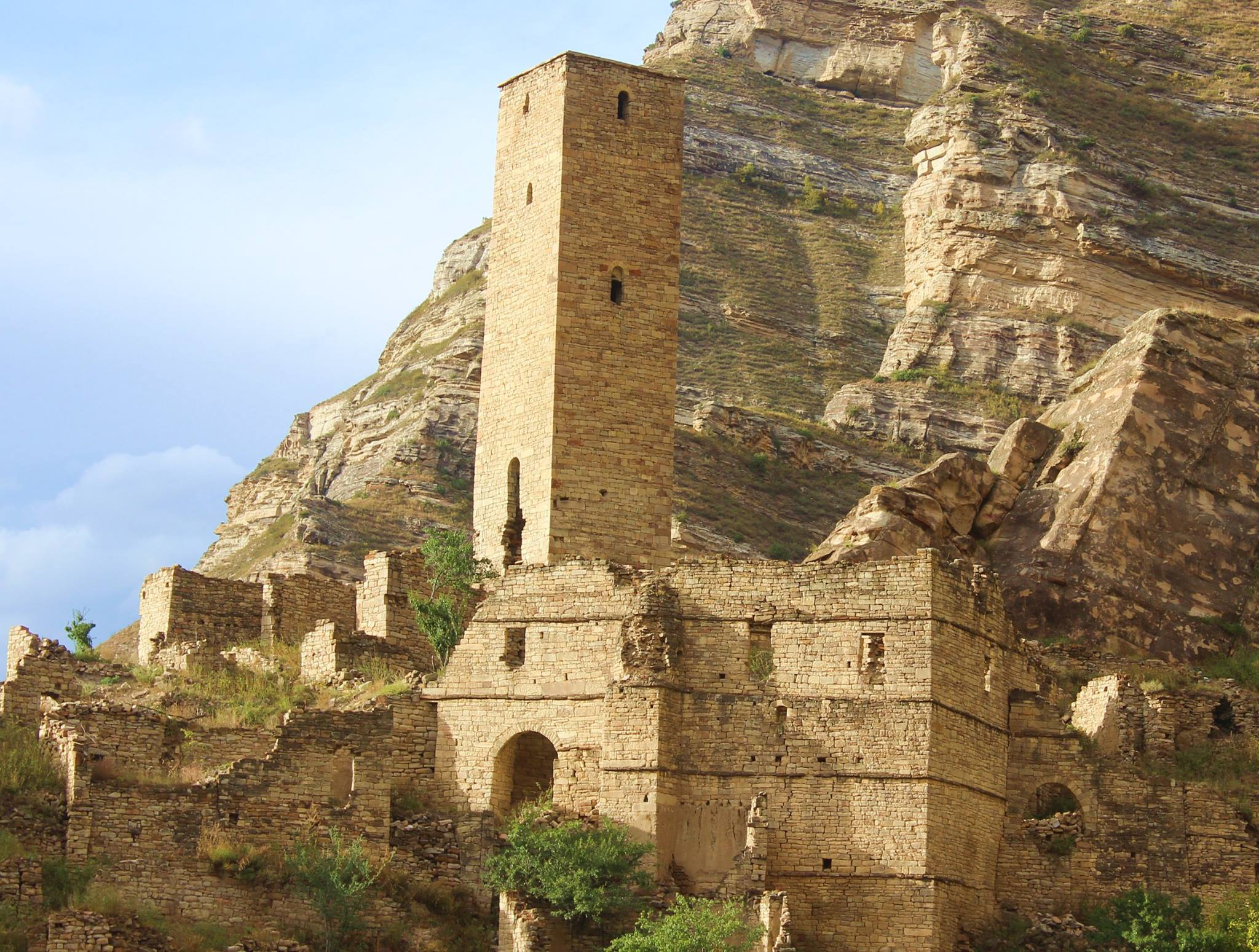
Traditionelle Architektur im Aul Stary Kachib

Zu den einheimischen Ethnien mit nordostkaukasischen Sprachen gehören rund 77 % der Bewohner. Darunter sind mit den Awaren, Darginern, Lesgiern, Laken und Tabassaranen Volksgruppen mit jeweils deutlich über 100.000 Menschen. Zur Gruppe der Turkvölker gehören die Kumyken, Aserbaidschaner und Nogaier. Sie zählen zusammen über 600.000 Personen und somit etwas mehr als ein Fünftel der Gesamtbevölkerung.
Die früher zahlreichen Taten, Juden und Bergjuden (in Dagestan meistens alternative Selbstbezeichnungen derselben Bevölkerungsgruppe tatischer Sprache und jüdischer Religion mit autochthonen bergjüdischen Traditionen, was die Schwankungen in der Statistik erklärt) sind großteils abgewandert, vorwiegend nach Israel. Der Anteil der in Dagestan lebenden Russen ging ebenfalls stark zurück, sowohl auf Grund einer niedrigeren Geburtenrate, als auch auf Grund von Abwanderung durch die schlechtere Wirtschafts- und Sicherheitslage. Waren Anfang der 1960er-Jahre rund 20 % der Bevölkerung Dagestans Russen (zur Mehrheit seit dem 19. Jahrhundert, teilweise in der Stalinzeit angesiedelt), sind es heute weniger als 4 % (rund 104.000 Menschen). Inzwischen hat sich ihre Zahl jedoch etwas stabilisiert. Fast alle anderen Volksgruppen verzeichneten einen stetigen Zuwachs.
Die größeren Städte Dagestans verfügen in der Regel über eine gemischte Bevölkerung und ziehen Migranten aus den ländlichen Teilen Dagestans an. Die meisten Volksgruppen leben allerdings bis heute in ihren traditionellen Siedlungsgebieten, in denen sie die Mehrheit der Bevölkerung bilden, während sie in anderen Teilen Dagestans fast gar nicht vertreten sind. Viele der Rajons in Dagestan wurden so angelegt, dass sie, zumindest weitgehend, mit traditionellen Siedlungsgebieten der einheimischen Völker übereinstimmen und daher oft über eine ethnisch homogene Bevölkerung verfügen. So leben etwa die Nogaier hauptsächlich im Nogaiski rajon in Norddagestan, wo sie 87 % der Bevölkerung ausmachen. Aserbaidschaner sind hauptsächlich in und um Derbent herum ansässig, während sich das Hauptsiedlungsgebiet der Awaren im Südwesten Dagestans findet. Tschetschenen leben in und um Chassawjurt und Lesgier in den südlichsten Rajons an der Grenze zu Aserbaidschan.
In sowjetischer Zeit begann schon im Bürgerkrieg eine verstärkte Ansiedlung von Bergbewohnern im Vorland, um die dicht bevölkerten Berggebiete zu entlasten und die rebellische Bevölkerung besser kontrollieren zu können, was ab 1928 verstärkt betrieben wurde und wobei auch die traditionelle Winterweidewirtschaft ganzer Dörfer während der Zwangskollektivierung verboten wurde und feste Wohndörfer der Bergethnien im Bergland oder Vorland verpflichtend wurden. Ca. 1944–53 folgt eine Reihe weiterer, meist zwangsweise Dorfumsiedlungen, oft von Stalin selbst angeordnet. Seit der zweiten Hälfte des 20. Jahrhunderts, verstärkt ab Ende der 1960er-Jahre kamen dazu zahlreiche individuelle Umzüge aus den wenig durch Infrastruktur erschlossenen Bergdörfern in besser entwickelte Teile Dagestans, besonders die Städte. Besonders in den von Russen, Nogaiern, Kumyken und Aserbaidschanern bewohnten Gebieten Dagestans am Rand des Gebirges führte die Ansiedlung von Awaren, Darginern und anderen Bergbewohnern zu einer Änderung der Bevölkerungszusammensetzung und es entstand ein komplexes ethnisches Mosaik im Gebirgsvorland, was in den 1990er Jahren auch zu Spannungen und Übergriffen zwischen nationalistischen Bewegungen der Kumyken, Nogaier und Aserbaidschaner und denen der Gebirgsethnien führte, diese Konflikte ebbten Ende des Jahrzehntes weitgehend ab, teilweise konnten sie durch politische Kompromisse gelöst werden.
Die Russen in Dagestan lebten traditionell in den großen Städten, besonders im Großraum Machatschkala-Kaspijsk, wo sie bis Anfang der 1960er-Jahre die Bevölkerungsmehrheit bildeten. Ihr zweites Zentrum in Dagestan bildete die Stadt Kisljar im nördlichen Landesteil, mit den angrenzenden Bezirken Tarumowka und Kisljarski rajon. Dieses Gebiet, das erst 1938 an Dagestan angeschlossen wurde und bis dahin zur Region Stawropol gehörte, ist der einzige Teil Dagestans in dem Russen auch in ländlichen Gebieten traditionell die Mehrheit bildeten. Die dortige russische Bevölkerung führte ihre Herkunft meist auf die Terekkosaken zurück und konnte auf eine wesentlich längere Siedlungsgeschichte in der Region verweisen als die in den Industrie- und Großstädten lebenden Russen, die oft erst Ende des 19. und Anfang des 20. Jahrhunderts zugezogen waren. Durch starke Zuwanderung aus den Gebirgsregionen Dagestans verloren die Russen aber auch in ihren traditionellen Siedlungsgebieten um Kisljar Anfang der 1980er-Jahre die Bevölkerungsmehrheit. In der Stadt Kisljar selbst bildeten sie noch bis etwa 2000 die Bevölkerungsmehrheit und sind bis heute die größte Volksgruppe der Stadt.
Bis zu Beginn des Zweiten Weltkriegs gab es in Dagestan auch eine kleine Minderheit Russlanddeutscher. Die Mehrheit von ihnen waren Mennoniten, Siedlungsschwerpunkt war die Region um Babajurt, wo es über 40 deutsche Siedlungen gab und Deutsche 1939 über 10 % der Bevölkerung ausmachten. 1941 wurden 7306 Deutsche aus Dagestan nach Sibirien deportiert, nahezu die gesamte Minderheit. Nur ein kleiner Teil von ihnen kehrte ab 1956 wieder in ihre alte Heimat zurück. 2010 lebten weniger als 200 Deutsche in Dagestan.
Wichtige ethnische Gruppen in Dagestan sind nach den Volkszählungen von 1926 bis zur Gegenwart:
| Volksgruppe | VZ 1926 | VZ 1926 | VZ 1939 | VZ 1939 | VZ 1959   | VZ 1959 | VZ 1970   | VZ 1970 | VZ 1979   | VZ 1979 | VZ 1989   | VZ 1989 | VZ 2002   | VZ 2002 | VZ 2010 2 | VZ 2010 2 |
| Volksgruppe | Anzahl  | %       | Anzahl  | %       | Anzahl    | %       | Anzahl    | %       | Anzahl    | %       | Anzahl    | %       | Anzahl    | %       | Anzahl    | %         |
| --- | ------- | ------- | ------- | ------- | --------- | ------- | --------- | ------- | --------- | ------- | --------- | ------- | --------- | ------- | --------- | --------- |
| Awaren1 | 177.189 | 22,5 %  | 230.488 | 24,8 %  | 239.373   | 22,5 %  | 349.304   | 24,5 %  | 418.634   | 25,7 %  | 496.077   | 27,5 %  | 758.438   | 29,4 %  | 850.011   | 29,2 %    |
| Darginer | 125.707 | 16,0 %  | 150.421 | 16,2 %  | 148.194   | 13,9 %  | 207.776   | 14,5 %  | 246.854   | 15,2 %  | 280.431   | 15,6 %  | 425.526   | 16,5 %  | 490.384   | 16,9 %    |
| Lesgier | 90.509  | 11,8 %  | 96.723  | 10,4 %  | 108.615   | 10,2 %  | 162.721   | 11,4 %  | 188.804   | 11,6 %  | 204.370   | 11,3 %  | 336.698   | 13,0 %  | 385.240   | 13,2 %    |
| Laken | 39.862  | 5,2 %   | 51.671  | 5,6 %   | 53.451    | 5,0 %   | 72.240    | 5,1 %   | 83.457    | 5,1 %   | 91.682    | 5,1 %   | 139.732   | 5,4 %   | 161.276   | 5,5 %     |
| Tabassaranen | 31.915  | 4,0 %   | 33.432  | 3,6 %   | 33.548    | 3,2 %   | 53.253    | 3,7 %   | 71.722    | 4,4 %   | 78.196    | 4,3 %   | 110.152   | 4,3 %   | 118.848   | 4,1 %     |
| Tschetschenen | 21.851  | 2,8 %   | 26.419  | 2,8 %   | 12.798    | 1,2 %   | 39.965    | 2,8 %   | 49.227    | 3,0 %   | 57.877    | 3,2 %   | 87.867    | 3,4 %   | 93.658    | 3,2 %     |
| Agulier | 7.653   | 1,0 %   | k.Ang.  | ?,? %   | 6.378     | 0,6 %   | 8.644     | 0,6 %   | 11.459    | 0,7 %   | 13.791    | 0,8 %   | 23.314    | 0,9 %   | 28.054    | 1,0 %     |
| Rutulen | 10.333  | 1,3 %   | 20.408  | 2,2 %   | 6.566     | 0,6 %   | 11.799    | 0,8 %   | 14.288    | 0,9 %   | 14.955    | 0,8 %   | 24.298    | 0,9 %   | 27.849    | 1,0 %     |
| Zachuren | 3.531   | 0,4 %   | k.Ang.  | ?,? %   | 4.278     | 0,4 %   | 4.309     | 0,3 %   | 4.560     | 0,3 %   | 5.194     | 0,3 %   | 8.168     | 0,3 %   | 9.771     | 0,3 %     |
| Kumyken | 87.960  | 11,2 %  | 100.053 | 10,8 %  | 120.859   | 11,4 %  | 169.019   | 11,8 %  | 202.297   | 12,4 %  | 231.805   | 12,9 %  | 365.804   | 14,2 %  | 431.736   | 14,8 %    |
| Aserbaidschaner | 23.428  | 3,0 %   | 31.141  | 3,3 %   | 38.224    | 3,6 %   | 54.403    | 3,8 %   | 64.514    | 4,0 %   | 75.463    | 4,2 %   | 111.656   | 4,3 %   | 130.919   | 4,5 %     |
| Nogaier | 26.086  | 3,3 %   | 4.677   | 0,5 %   | 14.939    | 1,4 %   | 21.750    | 1,5 %   | 24.977    | 1,5 %   | 28.294    | 1,6 %   | 38.168    | 1,5 %   | 40.407    | 1,4 %     |
| Russen | 98.197  | 12,5 %  | 132.952 | 14,3 %  | 213.754   | 20,1 %  | 209.570   | 14,7 %  | 189.474   | 11,6 %  | 165.940   | 9,2 %   | 120.875   | 4,7 %   | 104.020   | 3,6 %     |
| Ukrainer | 4.126   | 0,5 %   | 11.008  | 1,2 %   | 10.256    | 1,0 %   | 8.996     | 0,6 %   | 6.869     | 0,4 %   | 8.079     | 0,4 %   | 2.869     | 0,1 %   | 1.511     | 0,1 %     |
| Weißrussen | 178     | 0,0 %   | 778     | 0,1 %   | 1.329     | 0,1 %   | 1.559     | 0,1 %   | 1.229     | 0,1 %   | 1.405     | 0,1 %   | 547       | 0,0 %   | 290       | 0,0 %     |
| Taten | 204     | 0,0 %   | k.Ang.  | ?,? %   | 2.954     | 0,3 %   | 6.440     | 0,5 %   | 7.437     | 0,5 %   | 12.939    | 0,7 %   | 825       | 0,0 %   | 456       | 0,0 %     |
| Bergjuden | 11.592  | 1,5 %   | k.Ang.  | ?,? %   | 16.201    | 1,5 %   | 11.937    | 0,8 %   | 4.688     | 0,3 %   | 3.649     | 0,2 %   | 1.066     | 0,0 %   | 196       | 0,0 %     |
| Juden2 | 3.030   | 0,4 %   | 10.932  | 1,2 %   | 5.226     | 0,5 %   | 10.204    | 0,7 %   | 14.033    | 0,9 %   | 9.390     | 0,5 %   | 1.478     | 0,1 %   | 1.739     | 0,1 %     |
| Deutsche | 2.551   | 0,3 %   | 5.048   | 0,5 %   | 777       | 0,1 %   | 1.032     | 0,1 %   | 753       | 0,0 %   | 548       | 0,0 %   | 311       | 0,0 %   | 179       | 0,0 %     |
| Armenier | 5.923   | 0,8 %   | 2.846   | 0,3 %   | 6.530     | 0,6 %   | 6.615     | 0,5 %   | 6.463     | 0,4 %   | 6.260     | 0,3 %   | 5.702     | 0,2 %   | 4.997     | 0,2 %     |
| Tataren | 2.747   | 0,3 %   | 4.957   | 0,5 %   | 6.013     | 0,6 %   | 5.748     | 0,4 %   | 5.584     | 0,3 %   | 5.473     | 0,3 %   | 4.659     | 0,2 %   | 3.734     | 0,1 %     |
| Einwohner | 788.098 | 100 %   | 930.416 | 100 %   | 1.062.472 | 100 %   | 1.428.540 | 100 %   | 1.628.159 | 100 %   | 1.802.188 | 100 %   | 2.576.531 | 100 %   | 2.910.249 | 100 %     |
| 1 viele kleine nordostkauskasische Volksgruppen wurden in der Sowjetzeit zu den Awaren gerechnet (Anden, Botlichen etc.)2 1939 einschließlich der Bergjuden |         |         |         |         |           |         |           |         |           |         |           |         |           |         |           |           |

### Religion

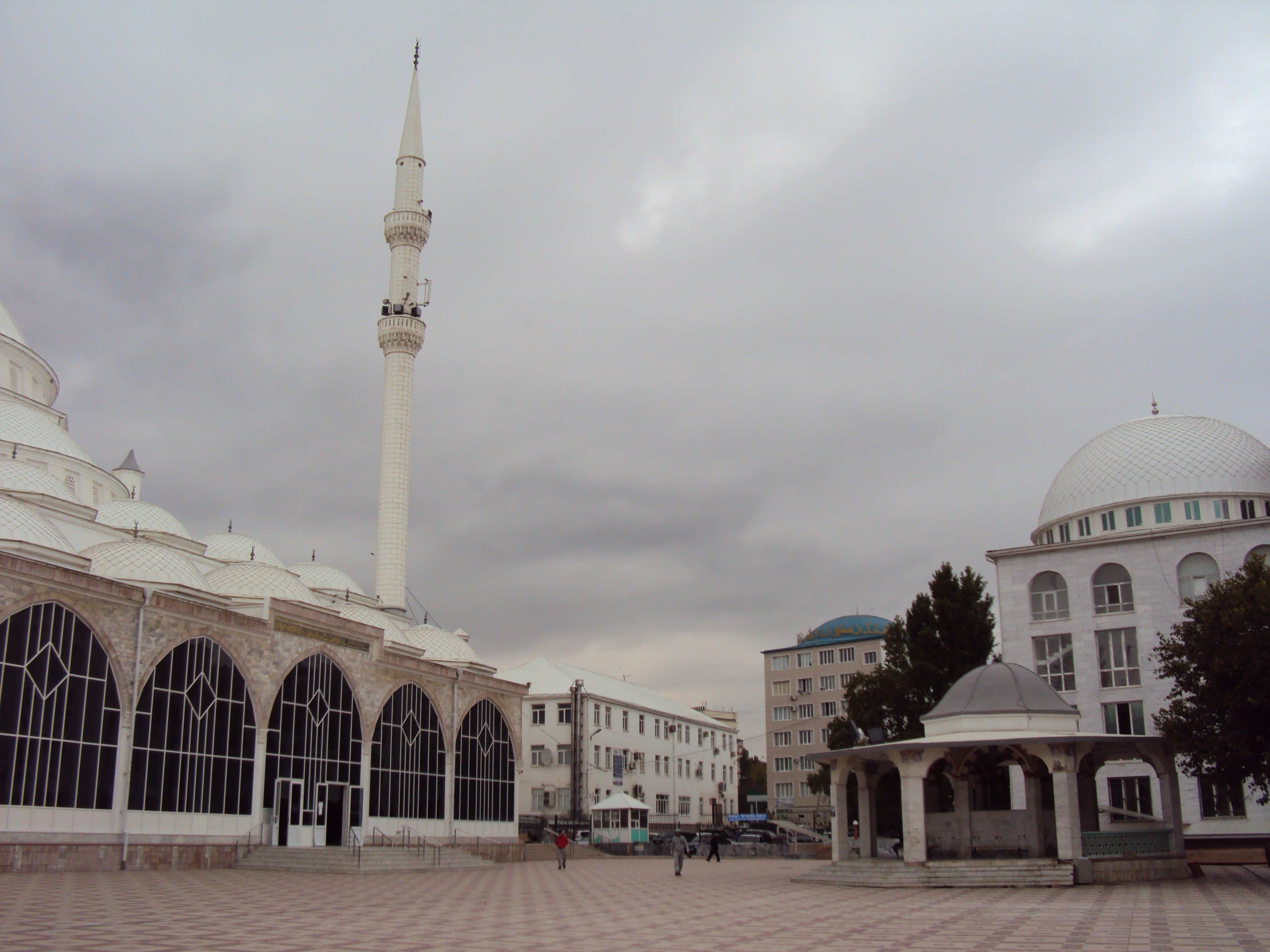
Die Zentralmoschee von Machatschkala

94 Prozent der Bevölkerung Dagestans sind ethnische Muslime und etwa zehn Prozent aller Muslime Russlands leben hier. Hauptvertretung der Muslime ist die Geistliche Verwaltung der Muslime Dagestans (Duchownoje uprawlenije Musulman Dagestana; DUM Dagestana). Sie ist Rechtsnachfolgerin der „Geistlichen Verwaltung der Muslime des Nordkaukasus“ (Duchownoje uprawlenije Musulman Sewernowo Kawkasa; DUM SK), die während der sowjetischen Zeit für den gesamten Nordkaukasus zuständig war, und wird seit 1998 von Achmad Magomedowitsch Abdulajew geleitet. Die wichtigste islamische Bildungseinrichtung Dagestans ist die „Nordkaukasische Islamische Universität Mukhammed ʿArip“ in Machatschkala, die 1999 eröffnet wurde.
Nach Angaben des Mufti von Machatschkala wurden in Dagestan ab 1986 wieder neue religiöse Stätten gebaut: 1595 neue Moscheen, 132 Madrassas und 17 islamische Universitäten zur Ausbildung von Imamen. Auch einstige Moscheen wurden seither wieder ihrem alten Zweck entsprechend genutzt.
Traditionell ist der dagestanische Islam stark vom Sufismus geprägt. Seit den frühen 1990er Jahren hat aber auch das Wahhabitentum viele Anhänger in Dagestan. In einzelnen Bergdörfern der Republik gab es Prozesse der Einführung der Scharia als gesetzliche Grundlage. Die Volksversammlung der Republik Dagestan reagierte darauf im September 1999 mit der Verabschiedung eines „Gesetzes über das Verbot wahhabitischer und anderer extremistischer Aktivitäten auf dem Territorium der Republik Dagestan“.

## Verwaltungsgliederung
Dagestan ist in zehn Stadtkreise und in 41 Rajons (Landkreise) eingeteilt.
Siehe auch: Verwaltungsgliederung der Republik Dagestan

## Städte

Die größten Städte Dagestans (englische Transkription)

Im russischen Vergleich hat Dagestan einen geringen Anteil städtischer Bevölkerung (43 %). Weitere Großstädte neben der Hauptstadt Machatschkala sind Chassawjurt, Derbent und Kaspijsk. Insgesamt gibt es in der Republik zehn Städte und 19 Siedlungen städtischen Typs.
| Name          | Russisch  | Einwohner (14. Oktober 2010) |
| ------------- | --------- | ---------------------------- |
| Machatschkala | Махачкала | 572.076                      |
| Chassawjurt   | Хасавюрт  | 131.187                      |
| Derbent       | Дербент   | 119.200                      |
| Kaspijsk      | Каспийск  | 100.129                      |
| Buinaksk      | Буйнакск  | 62.623                       |
| Isberbasch    | Избербаш  | 55.646                       |
| Kisljar       | Кизляр    | 48.984                       |
| Kisiljurt     | Кизилюрт  | 32.988                       |

## Geschichte

### Frühzeit
Die Region war schon in vorgeschichtlicher Zeit besiedelt. Das Römische Reich und Persische Reich stritten um die Vorherrschaft. Um die nördlichen Völker fernzuhalten, wurde die Kaukasische Mauer errichtet. Schließlich wurde das Flachland persische Provinz, die Einwohner des inneren Dagestans blieben freie Bergvölker unter eigenen Khanen. Vom vierten bis ins siebte Jahrhundert herrschten dann die Sassaniden. Im siebten Jahrhundert eroberten die Araber das Gebiet und die meisten Völker konvertierten zum Islam. Alanen, Chasaren, die Goldene Horde und die Mongolen unter Timur Lenk wechselten sich mit der Herrschaft ab.
Im 16. und 17. Jahrhundert gab es eine Reihe unabhängiger Khanate in der Region, bevor die Region in den Streit zwischen Russland, dem Osmanischen Reich und Persien geriet (vergleiche auch Geschichte Aserbaidschans).

### Zarenreich

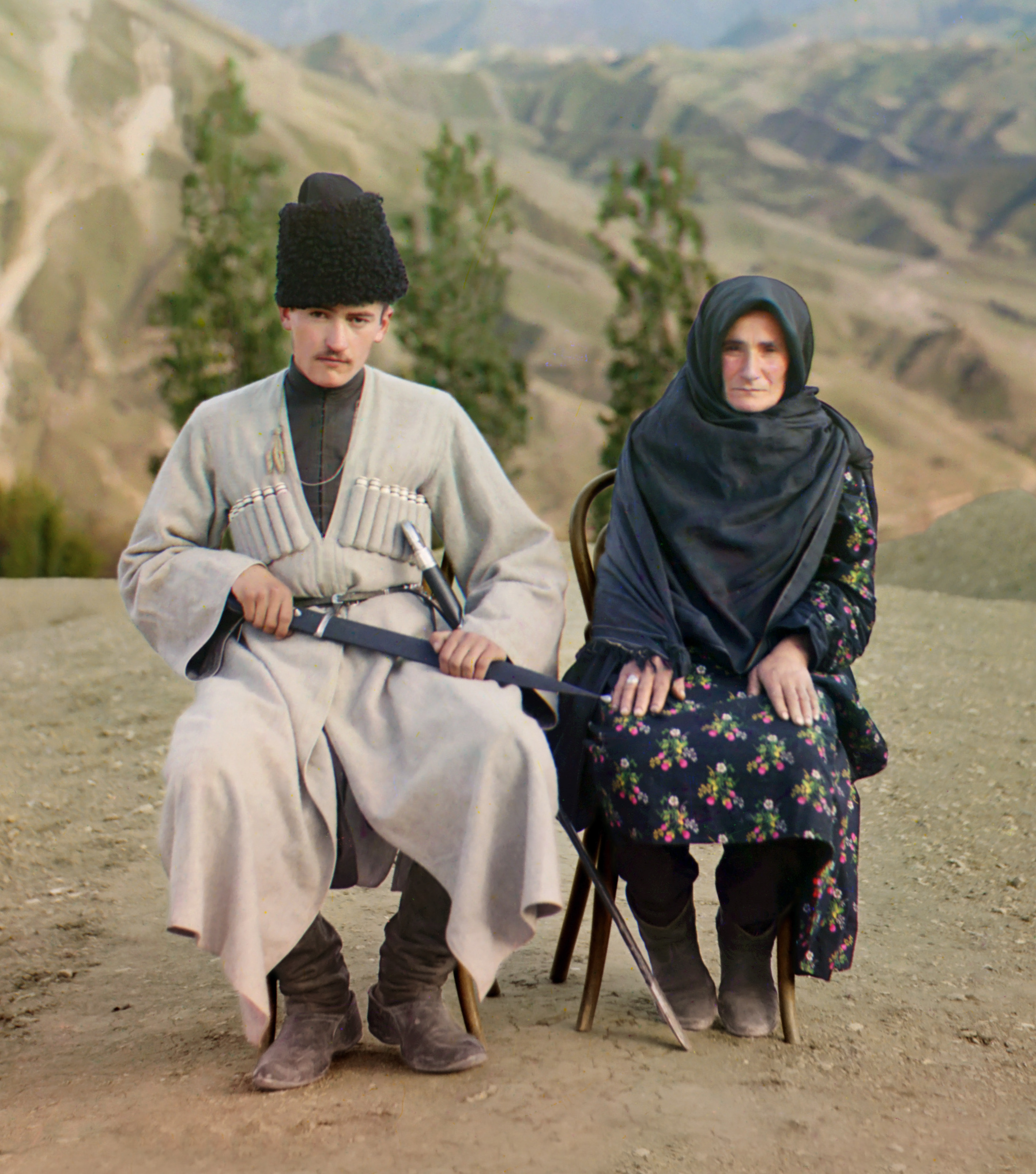
Frau und Mann aus Dagestan (rekonstruiertes frühes Farbfoto von Prokudin-Gorski, um 1904)

Im Jahr 1801 nahm Russland von Georgien Besitz und war in diesem Zusammenhang bestrebt, den gesamten Nordkaukasus unter Kontrolle zu bringen. 1813 kam der Oblast Dagestan an Russland, 1830 rückten Truppen unter Oberbefehl von Feldmarschall Iwan Paskewitsch in Dagestan ein und sicherten sich 1831–1832 zunächst das Küstengebiet, durch welches die Straße nach Persien führt. Der Widerstand der lokalen Bevölkerung gegen die russische Besetzung zog sich allerdings noch bis in die 1860er Jahre hin. Der Islam-Gelehrte Ghazi Muhammad, der das in Dagestan herrschende Gewohnheitsrecht bekämpfte und zur Anwendung der Scharia aufrief, begründete in Dagestan ein eigenes Imamat und nahm den Kampf gegen Russland auf. Er fiel bei der russischen Einnahme seines Heimatdorfes Gimra im Oktober 1832. Unter ihm und seinem indirekten Nachfolger Imam Schamil verbreitete sich die Sufi-Bruderschaft der Naqschbandīya unter den Bergvölkern Dagestans. Gestützt auf seine Murīden aus der Naqschbandīya-Bruderschaft, führte Imam Schamil den Kampf gegen die Russen fort und konnte auch die awarische Chanfamilie verdrängen. Erst mit der Unterwerfung Imam Schamils 1859 kam Dagestan vollends in den Besitz der Russen.
Allerdings kam es während des Russisch-Osmanischen Krieges (1877–1878) erneut zu einem Aufstand in Dagestan, bei dem der Naqschbandī-Scheich ʿAbd ar-Rahmān as-Sughūrī (1792–1881) eine führende Rolle spielte. Sein Schüler Abū Muhammad al-Kikunī (1835–1913), der an dem Aufstand ebenfalls aktiv teilnahm, wurde nach Irkutsk deportiert, konnte jedoch von dort fliehen und wanderte mit seinen Anhängern ins Osmanische Reich aus.
Das Dagestan des 19. Jahrhunderts erstreckte sich vom östlichen Abhang des Kaukasus bis zum Kaspischen Meer und wurde im Norden von der Oblast Terek (Terskaja oblast), im Süden von den Gouvernements Tiflis und Baku begrenzt. Es hatte 1881 eine Fläche von 29.637 km² und 526.915 Einwohner, 1897 571.200 Einwohner.

### Die Sowjet-Epoche
Mit der Gründung der Sowjetunion entstand 1921 die Autonome Sozialistische Sowjetrepublik (ASSR) Dagestan.
Moscheen duldete Stalin nicht in Dagestan; von den 1917 noch 1700 existierenden Moscheen bestand 1940 keine einzige mehr; sie wurden in kommunistische Kulturzentren umgewandelt, geschlossen oder abgerissen. In der Sowjetzeit wurde in Dagestan, besonders in Machatschkala, Rüstungsindustrie angesiedelt.
Mit Auflösung der Sowjetunion 1991 wurden Dagestan weiterreichende Autonomierechte als „Republik“ zugestanden.

### In der Russischen Föderation

#### Politik
Am 24. April 1990 wurde Magomedali Magomedow Staatsratsvorsitzender (er blieb dies bis 2006). Magomedow war Darginer.
Aufgrund der Konflikte, die in den benachbarten Regionen Georgien, Abchasien, Ossetien, Tschetschenien, Armenien und Aserbaidschan ab den frühen 1990er Jahren eskalierten, erkannten die Führer Dagestans trotz anfänglicher Unabhängigkeitsbestrebungen, dass ihre noch viel stärker fragmentierte Gesellschaft durch Separatismus nichts zu gewinnen hatte, und setzten auf eine integrative Lösung, bei der Dagestan in Russland verblieb.
Am 26. Juli 1994 wurde die Verfassung von Dagestan verabschiedet, die am 10. Juli 2003 durch eine neue Verfassung ersetzt wurde. Charakteristikum der ersten Verfassung war der Staatsrat neben dem Parlament, in den jede der 14 anerkannten Nationalitäten Dagestans einen Vertreter wählte und der einen Vorsitzenden als Staatspräsident wählte. In der jüngeren Verfassung wurde der Staatsrat durch einen einheitlichen Präsidenten ersetzt, welcher 2006–18, wie alle Vorsitzenden russischer Föderationssubjekte, nicht mehr von unten gewählt, sondern auf Vorschlag der russischen Zentralregierung ernannt wurde.
Im Jahr 2006 wurde Muchu Aliew, ein ethnischer Aware zum Präsidenten Dagestans ernannt. Er blieb Präsident bis zu seiner Absetzung im Februar 2010.
Von Februar 2010 bis Januar 2013 war Magomedsalam Magomedow, der Sohn des ehemaligen Präsidenten Magomedali Magomedow, Präsident Dagestans. Er gehört der darginischen Volksgruppe an. Im Januar 2013 wurde er von Ramasan Abdulatipow abgelöst, der wiederum ein Aware ist. Als Experte für interethnische Fragen und religiöse Konflikte genoss Abdulatipow in Moskau lange Zeit einen guten Ruf. Bei seinem Amtsantritt schrieb das neue Staatsoberhaupt die Bekämpfung der Korruption und Clanstrukturen auf die Fahnen. Er entließ gleich mehrere örtliche Verwaltungschefs. Für große Schlagzeilen sorgte u. a. die Absetzung von Said Amirow, dem langjährigen Bürgermeister der dagestanischen Hauptstadt Machatschkala, der womöglich als mächtigste und einflussreichste Persönlichkeit in der ganzen Republik galt. Der im Juni 2013 festgenommene Amirow wurde den russischen Ermittlungsbehörden überstellt und nach einem politisch motivierten Gerichtsprozess zu 10 Jahren Haft verurteilt.
Im Oktober 2017 wurde Ramasan Abdulatipow durch Wladimir Wassiljew ersetzt. Ab Januar 2018 begann das neue Staatsoberhaupt mit umfassenden Umstrukturierungsmaßnahmen, u. a. mit der Erneuerung des Regierungskabinetts. Nachdem der Bürgermeister und Chefarchitekt von Machatschkala wegen des Amtsmissbrauchs festgenommen wurden, erfolgte Anfang Februar 2018 unter dem Verdacht der Korruption und Unterschlagung von staatlichen Geldern die Inhaftierung des Republikchefs Abdusamad Gamidow, zweier seiner ehemaligen Stellvertreter Schamil Isajew und Rajuddin Jusufow, sowie des vormaligen Bildungsministers Schachabbas Schachow. Auf Vorschlag von Wasiljew wurde am 6. Februar der ehemalige Wirtschaftsminister Tatarstans, Artjom Sdunow, zum neuen Premierminister von Dagestan ernannt.
Die letzten beiden Präsidenten Dagestans, Wladimir Wassiljew und Sergej Melikow haben keinen biographischen Bezug zu Dagestan mehr, sondern kommen aus dem russischen Sicherheitsapparat. Melikow war 2016–19 erster stellvertretender Kommandant der dem russischen Präsidenten direkt unterstellten Nationalgarde Russlands („Rossgwardia“).
Wahlen in Dagestan sind traditionell von groben Fälschungen geprägt. Bei den Wahlen zum Parlament Dagestans vom 13. März 2011 betrug die offizielle Wahlbeteiligung 84,84 % der wahlberechtigten Bevölkerung, inoffiziell wird jedoch von einer Wahlbeteiligung von 20 % gesprochen.
Bei den Parlamentswahlen vom März 2011 erhielt die Partei Einiges Russland mit 65,21 % die meisten Stimmen, gefolgt von Gerechtes Russland mit 13,68 %, den Patrioten Russlands mit 8,39 %, den Kommunisten mit 7,27 %, Gerechte Sache mit 5,09 % und der russisch-nationalistischen Partei LDPR mit 0,05 %. Es gilt eine Fünf-Prozent-Hürde, die zu einem Mandat berechtigt, jedoch erst bei Überwinden einer Sieben-Prozent-Hürde wird eine Partei bei der Verteilung der Mandate berücksichtigt. Die regierungsnahe Partei Gerechte Sache erhielt nach der Auszählung von 99 % der Stimmen nur 3,69 % aller Stimmen, gemäß dem offiziellen Resultat jedoch 5,09 %, und damit ein Mandat im Parlament. Dies lässt starke Zweifel an der Rechtmäßigkeit des Wahlergebnisses aufkommen.

#### Zivilgesellschaft und Menschenrechte
Obwohl in Dagestan eine relativ freie Presse und eine breite Berichterstattung über lokale Ereignisse stattfindet – dies ganz im Gegensatz zu Föderationssubjekten Russlands wie beispielsweise Tschetschenien – sind das Recht auf Leben, das Recht auf Religionsausübung und das Recht auf freie Meinungsäußerung und andere Menschenrechte oft nicht gewährleistet. Gläubige Muslime sehen sich unkalkulierbarer Verfolgung ausgesetzt, indem sie an der Religionsausübung gehindert werden, beispielsweise durch Schließung von Moscheen. Es kommt regelmäßig zu außergerichtlichen Hinrichtungen und zur Entführung von nicht angeklagten Personen durch die Staatsorgane, und zu von staatlicher Seite fabrizierten willkürlichen Anklagen gegen Journalisten unter dem Vorwand der Extremismusbekämpfung.

#### Kriegerische Ereignisse und Terrorakte

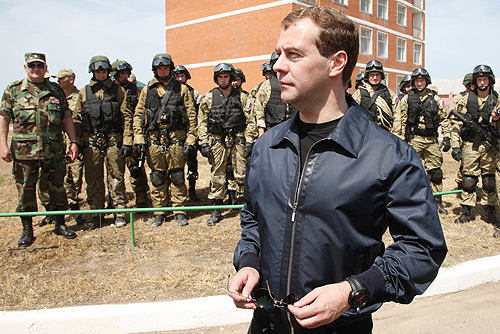
Medwedew mit Spezialeinheiten des FSB in Dagestan

Mitte der 1990er Jahre wurde Dagestan zunehmend in den Tschetschenienkrieg hineingezogen. Guerilla-Kämpfe haben seither einige Hundert Todesopfer auf Seiten der Regierungstruppen wie der Rebellen, aber auch von Zivilisten gefordert.

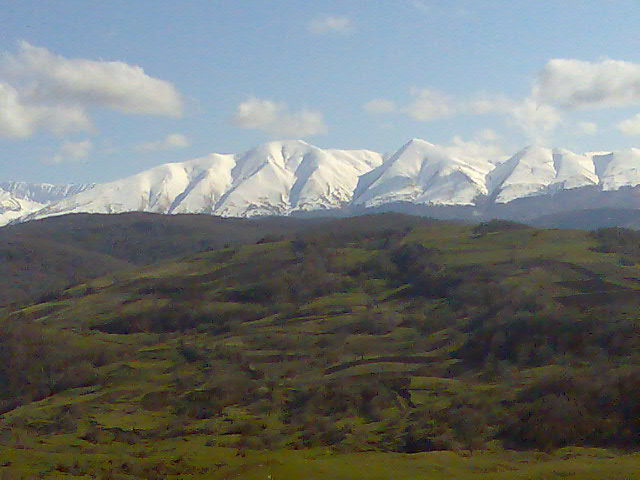
Berglandschaft in Dagestan

Bereits 1996 versuchten tschetschenische Rebellen, durch eine Geiselnahme im dagestanischen Perwomaiskoje den Abzug russischer Truppen aus Tschetschenien zu erzwingen. Weitere Entführungen mit oft kriminellem Hintergrund folgten: Regelmäßig wurden Ausländer in Dagestan entführt, verschleppt und dann von Tschetschenien aus bis zum jeweiligen Freikauf als Geiseln gehalten. Erst durch das völlige Ausbleiben von Ausländern änderte sich die Sicherheitslage zum Positiven.
Am 21. August 1998 wurde Saidmuhammad Abubakarow, ein einflussreicher Mufti und Gegner der Radikalislamiten, in seinem Auto in Machatschkala in die Luft gesprengt.
Im August 1999 marschierten Kämpfer des Rebellenführers Schamil Bassajew in Dagestan ein, um das Gebiet zum Teil eines islamischen Emirats zu machen. Sie wurden bereits nach wenigen Wochen von der russischen Armee vertrieben (Siehe Dagestankrieg).
Am 27. August 2003 fiel Magomedsaleh Gusajew, Minister für Außenbeziehungen Dagestans, einem Attentat der Extremisten zum Opfer.
Anfang 2005 ließen Aufständische zwei Züge entgleisen und sabotierten mehrere Gas-Pipelines. Einen Monat später wurde der stellvertretende Innenminister, Generalmajor Magomed Omarow, in Machatschkala ermordet.
Vom 15. bis 22. Juli 2008 führten die russischen Streitkräfte ein Großmanöver mit rund 8000 Soldaten, 700 gepanzerten Fahrzeugen sowie 30 Kampfflugzeugen und Hubschraubern in Dagestan durch.
2009 erschoss ein Scharfschütze den Innenminister.
Im Jahr 2010 entfielen, wie in den Vorjahren, die meisten der Opfer der kriegerischen Konflikte im Nordkaukasus auf die Republik Dagestan. Bei Kampfhandlungen, Terroranschlägen und Entführungen wurden 378 Menschen getötet und 307 verletzt. Im Laufe des Jahres 2010 kam es in Dagestan zu 112 Terroranschlägen, weitere 42 Terroranschläge wurden von den Ordnungskräften verhindert. Des Weiteren kam es zu 148 bewaffneten Zwischenfällen und 18 Entführungen. Insgesamt 22 Mal wurde der „Antiterror-Zustand“ (KTO) ausgerufen.
2012 schickte Russland 30.000 zusätzliche Soldaten nach Dagestan, um das Gebiet zu befrieden.
Nachdem im Jahr 2016 mindestens 204 Menschen Opfer von bewaffneten Auseinandersetzungen geworden waren, darunter 140 Tote und 64 Verletzte, sank diese Zahl im Jahr 2017 nach den öffentlich zugänglichen Daten auf noch 47 Tote und 8 Verletzte. Unter den Toten waren im Jahr 2016 80 % sogenannte „Kämpfer“ zu verzeichnen, im Jahr 2017 81 %.

## Wirtschaft

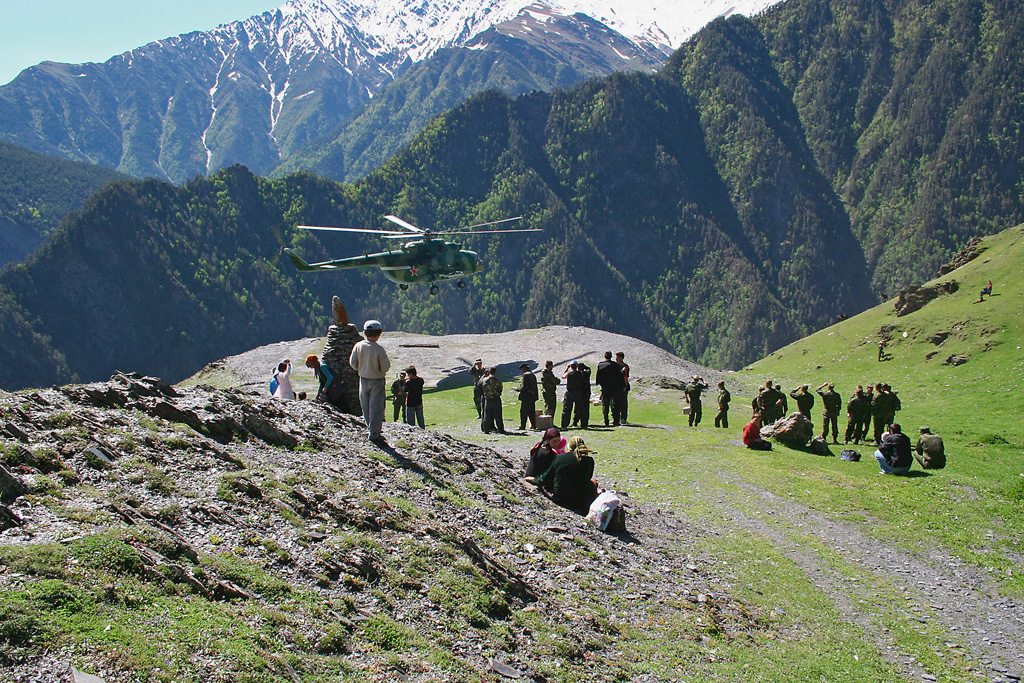
Versorgungs-Hubschrauber beim dagestanischen Dorf Chuschet (2007)

Zu den wichtigsten Wirtschaftszweigen zählen die Ölförderung, Energieerzeugung und Lebensmittelverarbeitung. Generell ist die Republik weniger industrialisiert als andere Regionen Russlands. Die wichtigste Schwerindustrie war bis zum Ende der Sowjetunion die Rüstungsindustrie, die nach deren Ende praktisch stillgelegt wurde. Aufgrund der gebirgigen Lage spielt die Landwirtschaft eine untergeordnete Rolle, einen gewissen Stellenwert nimmt das traditionelle Handwerk ein.
Traditionell wird wenig Getreide (vorwiegend Hirse) produziert, eine große Rolle spielt die Schafzucht. Abgesehen von Öl ist das Land an Bodenschätzen eher arm.
Durch eine staatliche Tourismusagentur soll der Tourismus in Dagestan gefördert werden. Es wird nach Investoren für Tourismuskomplexe am Kaspischen Meer sowie in den Gebirgsregionen Dagestans gesucht, wo unter anderem ein Skisportzentrum errichtet werden soll. Möglichkeiten für die Entwicklung des Tourismus böten sich insbesondere im Alpinismus, Skitourismus, sowie Ethnotourismus.
Bereits seit 2007 existiert der Skiort Tschindirtschero beim Dorf Ginta im Rajon Lewaschi, der Heimat des seit 2010 amtierenden Präsidenten Magomedow. Der Tourismusort ist nach dem gleichnamigen Berg bei Ginta benannt. Als Investoren für Tschindirtschero traten die mehrheitlich dagestanischen Geschäftspartner des in Moskau ansässigen Unternehmens „Rinko Aljans“, das im Umfeld der Ölförderung tätig ist, in Erscheinung.
Die Einkünfte der Republik Dagestan betrugen im Jahr 2017 98,4 Milliarden Rubel, die Ausgaben 95,03 Milliarden Rubel, das Profizit betrug somit über 3 Milliarden Rubel. Die wichtigsten Ausgabeposten waren die Sozialpolitik mit 30,9 % der Ausgaben, die Bildung mit 27,5 % und die regionale Wirtschaft mit 17,3 %. Auch das Budget der Republik Dagestan für 2018 sieht ein Profizit von über 700 Millionen Rubeln vor.

## Kultur

### Sehenswürdigkeiten

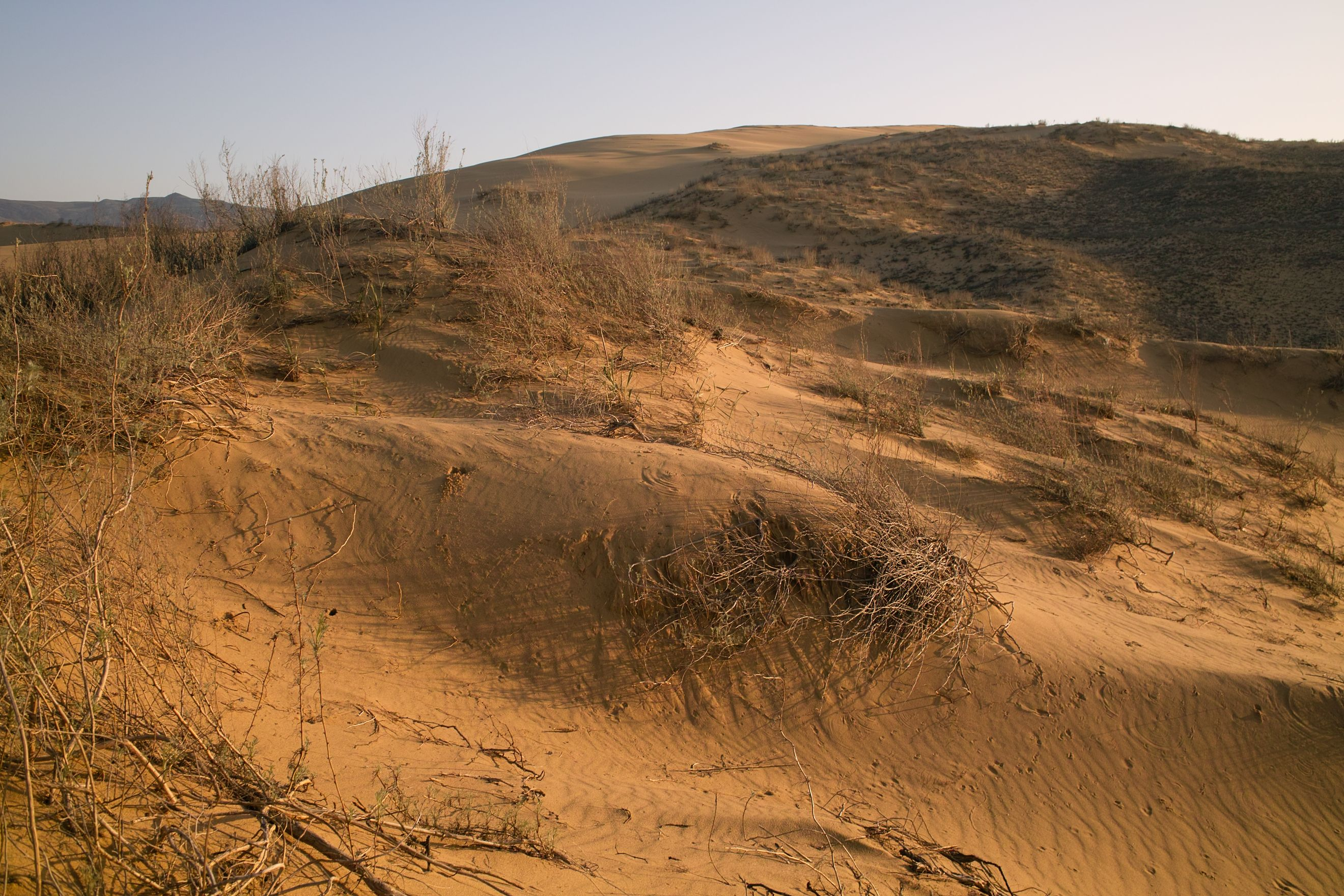
Die höchsten Dünen Europas, Sary Kum, in der Nähe von Machatschkala

Zu den herausragendsten Sehenswürdigkeiten Dagestans zählt das alte Derbent, die mit über 5000 Jahren älteste Stadt Russlands. In Derbent befindet sich die Festung Narin-Kala, die zum UNESCO-Welterbe zählt; die alten Thermen von Derbent, die Moschee aus dem 8. Jahrhundert und die alten Stadtteile, Magale genannt.
In den Bergen Dagestans befinden sich zahlreiche herausragende Bergdörfer, Aule, deren berühmteste das Juwelierdorf Kubatschi, das Töpferdorf Balchar, die Herkunftsaule der Seiltänzer Zowkra und Kumuch sowie die Aule Sogratl, Unzukul und Gunib sowie Tschoch sind.
Das Dorf Kurusch gilt – abhängig von der Definition der innereurasischen Grenze – als höchstgelegenes Dorf Europas und zugleich als die am weitesten südlich gelegene Siedlung Russlands. Hinter Kurusch erhebt sich der über 4000 Meter hohe Berg Schalbus-Dag, dessen Besteigung gemäß lokaler Tradition alle Sünden abwäscht, weswegen er als Pilgerberg gilt.
In der Nähe von Gunib und Tschoch befindet sich das auch Schamils Sibirien (in Anlehnung an die Tradition Schamils, Unbotmäßige dorthin in die Verbannung zu schicken) genannte, nun unbewohnte, Dorf Gamsutl. Obwohl in den 1950er–1960er Jahren bereits elektrifiziert, wanderte die Bevölkerung von Gamsutl in den 1970er Jahren in die Städte und andere Rajone ab.
In der Sowjetzeit gab es in Dagestan einen regen Tourismus, einerseits an die Strände des Kaspischen Meeres, andererseits in die Bergregionen. Mittlerweile ist der Tourismus jedoch beinahe zum Erliegen gekommen, und es existieren – insbesondere in den abgelegenen Regionen – kaum mehr Hotels oder Unterkünfte.

### Essen und Trinken
- Urbetsch – Paste aus Samen und Kernen, Verwendung als Brotaufstrich und Basis für gleichnamige Süßspeise

### Musik
Im Zentrum der traditionellen Musik Dagestans steht bei den meisten Volksgruppen die Vokalmusik, in der überwiegend männliche Sänger Heldenepen und historische Ereignisse zu einfachen melodischen Phrasen vortragen. Als Begleitung für den Männergesang der Awaren (kalul kutschdul) und einigen anderen Völkern dient vor allem die zweisaitige, gezupfte Langhalslaute tamur (auch pandur). Frauen singen manchmal im Duett, häufiger pflegen sie lyrische Liebeslieder (rokul ketsch). Weitere Musikinstrumente der Awaren sind die Stachelfiedel chagana, das Einfachrohrblattinstrument lalu, das Doppelrohrblattinstrument lalabi und die Rahmentrommel chchergilu. Die Darginer spielen die Zupflaute tschungur (namensverwandt mit der georgischen tschonguri) und die agatsch kumuz, eine viersaitige Variante der tamur. Letztere gehört auch zum Instrumentarium der Kumyken, zusammen mit der Schnabelflöte sybyzgi und dem Harmonikainstrument argan.
Ein typischer Rhythmus der Volksmusik besteht aus unregelmäßig abwechselnden 6/8- und 3/4-Takten. Im ganzen Land ist der schnelle Volkstanz Lesginka verbreitet. Die Lesginka ist nur einer von zahlreichen Tänzen der Lesgier und heißt bei ihnen chkadardaj makam („Springtanz“). Die Lesgier im Süden Dagestans haben einige stilistische Elemente aus der aserbaidschanischen Musik übernommen, unter anderem die Tradition des Aschug, des mit dem türkischen Aşık verwandten epischen Sängers. Aus der türkisch-zentralasiatischen Musiktradition stammen die Langhalslauten tar, saz, die Spießgeige kemancha sowie die unterschiedlichen Doppelrohrblattinstrumente yasti balaban (vgl. balaban) und zurna. Die zurna gehört zusammen mit einer Zylindertrommel zu einem in Asien (davul und zurna) und auf dem Balkan (tapan und zurla) weit verbreiteten Instrumentalensemble, das auch in ganz Dagestan bei Familienfeiern für Unterhaltung sorgt.
Die erste in der westlichen klassischen Musik ausgebildete Komponistin aus Dagestan war Dschennet Dalgat (1885–1938). International bekannt gewordene, dagestanische Komponisten sind Gotfrid Aliewitsch Gasanow (1900–1965), Sergej Agababow (1926–1959), Nabi Dagirow (* 1921) und Murad Kazlaew (* 1931).

### Nationalhymne
2016 wurde die bisherige Nationalhymne „Dagestan, du heiliges Vaterland“ durch die neue Hymne der Republik Dagestan mit dem Titel „Eid“ ersetzt.

### Kultureinrichtungen
Zu den wichtigsten Museen in Dagestan zählt das Republikanische Museum (Kraevedceskij muzej) in Machatschkala sowie – als Gesamtensemble – die Altstadt von Derbent.
Sowohl Machatschkala, wie auch Derbent, besitzen zahlreiche Theater; neben russischsprachigen Theatern existieren auch Theater der zahlenmäßig stärkeren Völker Dagestans: kumückische, awarische, lakische, tabassaranische und darginische Theater.